# Ulica Płatnicza w Warszawie
Ulica Płatnicza – ulica w dzielnicy Bielany w Warszawie.

## Opis
Do 1951 nosiła nazwę Chełmżyńskiej, co upamiętnia tabliczka na placu Konfederacji. Nazwę zmieniono w 1952 roku.
Przy ulicy znajdują się niskie budynki osiedla Zdobycz Robotnicza zbudowane w stylu dworkowym w latach 20. XX wieku. Część z nich zaprojektował Janusz Dzierżawski, a zostały one wzniesione dla pracowników Zakładów Amunicyjnych „Pocisk”.
Przy ulicy znajdują się zabytkowe latarnie gazowe, przeniesione tam w latach 30. XX wieku podczas elektryfikacji centrum Warszawy, mimo iż oświetlenie było początkowo zelektryfikowane.
W grudniu 2018 na bocznej ścianie domu pod nr 59, w którym przez kilkanaście lat mieszkała Kora, wokalistka zespołu Maanam, odsłonięto neon Miłość to wieczna tęsknota ufundowany przez Urząd Dzielnicy Warszawa-Bielany. Wśród znanych mieszkańców ulicy byli także Krystyna Sienkiewicz (nr 35/37),  Włodzimierz Tarło-Maziński (dom pod nr 65) oraz varsavianista Jarosław Zieliński.